# Iosif Maslennikov
Iosif Maslennikov (născut Alexei Maslennikov, în ucraineană Іосиф Маслєнніков; n. 3 noiembrie 1978, Slobozia, raionul Slobozia, RSS Moldovenească) este un episcop ucrainean din cadrul Bisericii Ortodoxe Ucrainene (Patriarhia Moscovei), episcop de Romnî și Burîn.

## Biografie
S-a născut în orașul Slobozia din RSS Moldovenească (actualmente Transnistria, R. Moldova). Începând cu 1992 locuiește în Ucraina. La 24 martie 1996 a fost hirotonit diacon de către episcopul de Zaporojie și Melitopol, Vasili. La 7 ianuarie 1997 a fost hirotonit preot, iar la 4 aprilie a aceluiași an a fost tuns în monahism cu numele Iosif. În 2001 a fost numit egumen. În 2004 a obținut o diplomă de la seminarul teologic din Belgorod, iar în 2006 a absolvit Academia Teologică din Kiev.
Între 1997 și 2005 a slujit în bisericile Sf. Dmitri Solunski și Sf. Oleg din Astrahan. În iulie 2005 a fost repartizat la parohia Învierii Domnului din Vitebsk. Din decembrie 2006 a fost pastor al parohiei Sf. Gheorghe din Zaporojie. La 19 iunie 2008 i s-a acordat titlul de arhimandrit.
La 11 noiembrie 2008 a fost numit episcop de Volno, vicar al Eparhiei de Zaporojie. Hirotonia episcopală a avut loc pe 18 noiembrie 2008 în Lavra Peșterilor din Kiev, cu participarea mitropolitului Kievului și a întregii Ucrainei, Vladimir, arhiepiscopii de Belgorod și Staro-Skolsk și Mitrofan din Bialystok și Bohuslav etc.
Din aprilie 2009 până în decembrie 2010 a fost episcopul Eparhiei Zaporojie. La 25 decembrie 2010, Sinodul Bisericii l-a transferat la catedralele din Konotop și Hluhiv.
În 2011 s-a alăturat Consiliului Superior al Bisericii Ortodoxe Ucrainene a Patriarhiei Moscovei.
În 2012 a fost numit vicar al Eparhiei de Konotop.
La 17 august 2015 a fost ridicat la rangul de arhiepiscop.